# Пизано, Розита
Розита Пизано (итал. Rosita Pisano, имя при рождении Роза Мария Пизано; Неаполь, 15 октября 1919 — Рим, 24 декабря 1975) - итальянская актриса.

## Биография

### Потомственная актёрская семья
Она родилась в потомственной актерской семье: её дедушка, Джерардо Козенца, был писателем и актером театра с 1866 по 1930 год, её родители Маргарита и Дженнаро Пизано в течение 12 лет выступали в театральной труппе под руководством Раффаэле Вивиани, а затем, с 1933 по 1952 год, в театральной труппе братьев Де Филиппо. Её дядя, Джиджи Пизано, был драматургом и комиком: вместе с Джузеппе Чоффи он создал пару известных неаполитанских песен с 1927—1950 годы.

### Театр
Будучи еще подростком, она дебютировала в театральной труппе братьев Де Филиппо, впоследствии оставшись с Эдуардо, после их разделения с Пеппино.
Она исполняла роль в «Эти призраки», Филумена Мартурано", «Голос внутри», «Неаполитанский миллионер», а так же, в десятках других комедиях, которые будут сопровождать театральную труппу во время гастролей по многим городам Италии. В сезоне 1952-53 она была одним из главных героев музыкального водевиля «Неаполитанская тарантелла», режиссера Этторе Джаннини. В 1953-54 годах она играет вместе с Уго Тоньяцци в блестящей комедии «В Барбанэра хорошая погода, надеюсь» (Barbanera bel tempo si spera), режиссеров Скарниччи и Тарабузи.
С 1955 по 1959 она играла в тандеме с великим неаполитанским актером, Нино Таранто. В эти годы Розита Пизано была задействована в ряде комедий, таких как «Красавец папа» и «Последний мальчишка» и многих других. Она так же дебютировала в тот же период на телевидении.

### Кино
В 1942 году Карло Людовико Брагалья предложил Розите Пизано роль в своём фильме «Я не плачу о тебе». С тех пор она участвовала в фильме вплоть до 1970-х годов, обычно играя официанток, секретарей, сестер-сплетниц.
Она также активно занимается дубляжем, специализируясь на неаполитанских народных голосах. Участвовала в фильмах «Операция Сан Дженнаро», «Вдовец» и «Последний суд».
В 1971 году она присоединилась к Анне Маньани и Массимо Раньери в фильме Альфредо Джаннетти «Три женщины».

## Личная жизнь
Жена актера Марио Фрера (1924—1987), мать певца и автора песен Паоло Фрескуры (род.1953).